# クレイグ・コルキット
クレイグ・コルキット（Craig Colquitt 1954年6月9日- ）はテネシー州ノックスビル出身のアメリカンフットボール選手。NFLのピッツバーグ・スティーラーズなどでプレーした。ポジションはパンター。

## 経歴
テネシー大学から1978年のNFLドラフト3巡でピッツバーグ・スティーラーズに指名されて入団した。1年目、2年目とチームは第13回、第14回スーパーボウルで2年連続優勝した。
1981年12月7日のオークランド・レイダースとのマンデーナイトフットボールでMNF記録となる74ヤードのパントを蹴った。
1985年、ドラフト8巡でスティーラーズに指名されたハリー・ニューサムにポジションを奪われた。
1987年、主な選手のストライキ中に、代替選手として、インディアナポリス・コルツで1試合プレーした。

## 人物
彼の子どものダスティン・コルキット、ブリットン・コルキットはそれぞれ現在NFLでパンターを務めている。弟のジミー・コルキットもパンターとして、シアトル・シーホークスで1985年にプレーした。彼らはいずれもテネシー大学の出身者である。